# 青島れな
青島 れな（あおしま れな、9月21日 - ）は日本の女性声優。静岡県出身。日本の声優事務所、ヴィムスに所属している。

## 略歴
テレビアニメ『進撃の巨人』で梶裕貴の芝居を見て、声優を目指した。
日本ナレーション演技研究所出身。

## 人物
趣味はカラオケ、YouTube鑑賞、お菓子作り。特技は歌、指の関節がやわらかいこと。
資格は普通自動免許、簿記検定3級、硬筆検定3級、農業技術検定3級。

## 出演

### テレビアニメ
2021年
- プラチナエンド（2021年 - 2022年、女子、生徒A）

2023年
- お兄ちゃんはおしまい!（桜田ゆうた）

2024年
- カードファイト!! ヴァンガード Divinez（生徒）

2025年
- アオのハコ（部員）
- どうせ、恋してしまうんだ。
- 鬼人幻燈抄（子供、男の子）

### ゲーム
- モンスターストライク（2023年、タルウィ[10]）

### ドラマCD
- 南くんはその声に焦らされたい（2023年、烏丸の母[11]）

### 吹き替え
- スマーフ（ストーム[12]）

## 公式サイト
- 青島れな｜VIMS -ヴィムス-

| スタブアイコン | サブスタブ | この項目は、まだ閲覧者の調べものの参照としては役立たない、声優（ナレーターを含む）に関連した書きかけの項目です。この項目を加筆・訂正などしてくださる協力者を求めています（P:アニメ/PJ:芸能人）。 |